# Regeringsformatie België oktober 1932
Na het ontslag van de regering-Renkin II op 18 oktober 1932 ging de formatie van een nieuwe Belgische regering van start. De formatie duurde 8 dagen en leidde tot de vorming van de regering-De Broqueville III

## Verloop van de formatie

### Aanloop naar de formatie
De regering-Renkin II, in functie sinds mei 1932 en samengesteld uit de Katholieke Unie en de Liberale Partij, werd geconfronteerd met de gevolgen van de Grote Depressie, die leidde tot hoge werkloosheid, ontsporende staatsfinanciën en hevige stakingen. Om de crisis tegen te gaan was een ingrijpend herstelbeleid nodig. De liberalen vonden dat de kiezer zich moest uitspreken over de maatregelen die genomen moesten worden, en eisten dat premier Jules Renkin (Katholieke Unie) het parlement zou laten ontbinden en nieuwe verkiezingen zou organiseren, die eigenlijk voorzien waren voor in mei 1933. De katholieke ministers waren hiertegen gekant en wilden onmiddellijk tot ingrijpende herstelmaatregelen overgaan. De liberalen hielden echter voet bij stuk en zegden op 18 oktober 1932 hun medewerking aan de regering op. Vervolgens besloot Renkin het ontslag van de regering in te dienen bij koning Albert I. De beslissing over een eventuele Kamerontbinding liet de regering over aan de koning, die een consultatieronde opstartte om de mogelijkheden te onderzoeken. De dag nadien ontving  hij achtereenvolgens Senaatsvoorzitter Charles Magnette, minister van Koloniën Paul Tschoffen (katholiek), Kamervoorzitter Jules Poncelet, Paul Segers, de voorzitter van de Federatie van Katholieke Kringen en Conservatieve Verenigingen, de conservatieve vleugel van de Katholieke Unie, minister van Buitenlandse Zaken Paul Hymans (liberaal), Albert Devèze, voorzitter van de Liberale Partij, Frans Van Cauwelaert, voorzitter van de Katholieke Vlaamsche Kamergroep en Emile Vandervelde, de leider van de socialistische oppositiepartij BWP-POB.

### Koninklijk opdrachthouder Charles de Broqueville (20 oktober - 25 oktober 1932)

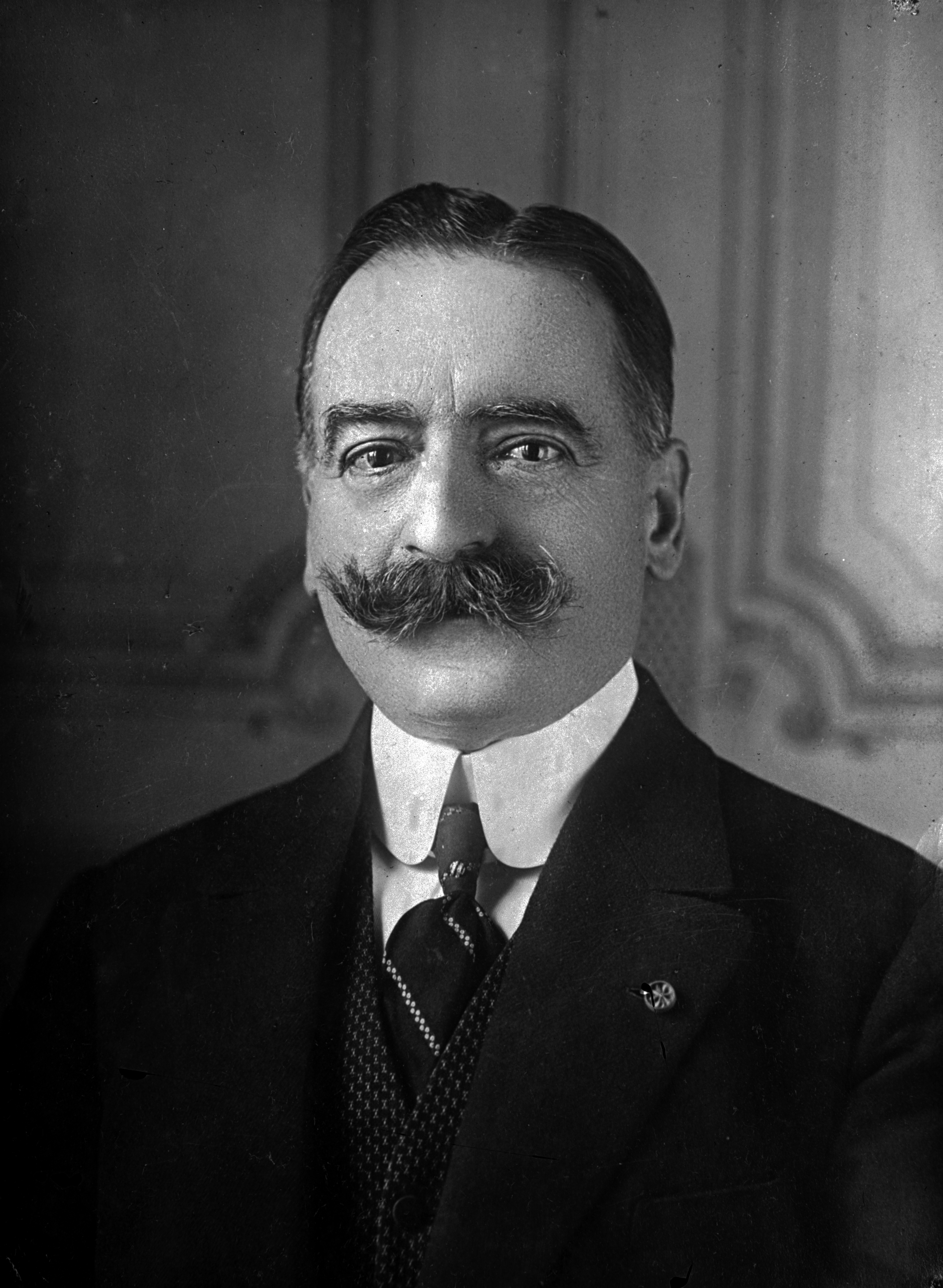
Charles de Broqueville.

Op 20 oktober werden op het Paleis de voormalige eerste ministers Henri Jaspar en Charles de Broqueville (beiden katholiek) op audiëntie ontvangen. De laatste kreeg het voorstel om een regering samen te stellen. De Broqueville was niet bereid om tot formateur te worden aangesteld, maar wilde wel katholieke en liberale politici raadplegen om het terrein af te tasten. Hierbij consulteerde hij onder andere de liberale minister van Staat Emile Francqui, burgemeester van Brussel Adolphe Max (liberaal), Louis Franck, de gouverneur van de Nationale Bank, en de katholieke leiders Paul Segers, Aloys Van de Vyvere, Paul Tschoffen, Prosper Poullet, Frans Van Cauwelaert, Jules Renkin, Henri Jaspar, Gustaaf Sap en Cyrille Van Overbergh. In de avond van 21 oktober was de Broqueville grotendeels klaar met het vormen van een regering, maar diende hij nog een aantal ministers, waaronder die van Financiën en Binnenlandse Zaken, aan te stellen. Een dag later bereikte de Broqueville een akkoord over de samenstelling van de nieuwe regering, die uit 12 ministers bestond, 7 katholieken en 5 liberalen.   De regering-De Broqueville III besloot zo snel mogelijk nieuwe verkiezingen uit te schrijven. Om zo weinig mogelijk tijd te verliezen om ingrijpende herstelmaatregelen te kunnen nemen, las de Broqueville geen regeerverklaring voor in het parlement en werd onmiddellijk overgegaan tot de ontbinding van de Kamer en de Senaat. Op 25 oktober 1932 legden de nieuwe ministers in de regering de eed af in handen van de koning en dezelfde dag nog werd het besluit tot ontbinding van het parlement ondertekend. Ruim een maand later, op 27 november 1932, werden nieuwe parlementsverkiezingen gehouden.
1919 · 1920 · 1921 · 1923 · 1924 · 1925 · 1926 · 1927 · 1929 · 1931 · mei 1932 · okt. 1932 · dec. 1932 · jun. 1934 · nov. 1934 · 1935 · 1936 · 1937 · 1938 ·  feb. 1939 · apr. 1939 · 1940 · 1944 · 1945 · feb-mrt 1946 · jul-aug 1946 · 1947 · 1948 · 1949 · jun 1950 · aug 1950 · 1952 · 1954 · jun. 1958 · nov. 1958 · 1961 · 1965 · 1966 · 1968 · 1971/72  · 1972/73 · 1974 · 1977 · 1978 · 1978/79 · apr.-mei 1980 · okt. 1980 · apr. 1981 · nov.-dec. 1981 · 1985 · oktober 1987 · 1987/88 · 1991/92 · 1995 · 1999 · 2003 · 2007 · 2008 · 2010/11 · 2014 · 2019/20 · 2024/25